# 백야대교
백야대교(白也大橋)는 여수시 화양면 안포리와 여수시 화정면 백야리 백야도 사이를 잇는 아치교이다. 총 사업비 377억원을 들여 건설했으며 여수시와 고흥군을 연결할 11개의 다리 중 첫 번째 다리에 속한다. 총 연장 325m인 이 다리는 2000년 6월 29일에 착공하여 2005년 4월 14일에 완공하였다.

## 연혁
- 2000년 6월 29일: 착공
- 2004년 9월 16일: 상판공사 시작[2]
- 2005년 4월 14일: 완공